# La Voz de Liébana

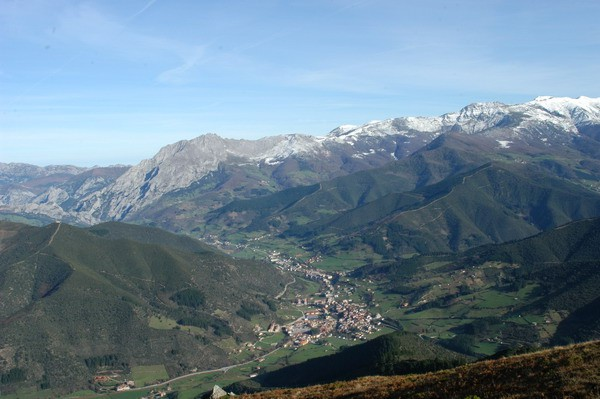
Vista de Potes, donde se imprimió La Voz de Liébana entre 1904 y 1932.

La Voz de Liébana  fue un periódico fundado en Potes (Liébana, Cantabria, España) por Mariano Fernández Río en 1904. Este periódico quincenal fue el primero que salió a la luz en la comarca. Desde sus inicios afirmó no saber de política, desapareciendo en 1932.
La Voz de Liébana, subtitulado Revista Quincenal de Intereses Generales, se publicó por primera vez el 12 de agosto de 1904, declarándose apolítico; su primer director fue su propio fundador, Mariano Fernández Ríos. Hasta que el 1 de octubre de 1904 se instaló la primera imprenta en Potes, los primeros números de la publicación se imprimieron en la de sucesores de Antonio de Quesada (Santander).
La Voz sirvió de altavoz para las diversas reivindicaciones de la comarca y abrir las puertas al progreso en Liébana: así, a la primera imprenta (octubre de 1904) se sumó el telégrafo, reclamado ya en el primer número del periódico, y que llegó en 1905. Fue esta una época memorable en la zona, pues el mismo año se instaló el primer fotógrafo en Potes, y en 1907 se creó el Sindicato Agrícola Lebaniego y la Caja de Ahorros y Préstamos.
Uno de los hechos más trágicos de la historia lebaniega fue narrado también en las páginas de La Voz, la muerte el 18 de enero de 1907 por disparos de la Guardia Civil de siete vecinos de Vega de Liébana, quienes protestaban con otros cien vecinos por la subida de impuestos y la falta de claridad de las cuentas municipales del Ayuntamiento.
En sus trece años de vida salieron 562 números de La Voz de Liébana, viendo nacer y desaparecer otras publicaciones en Potes (como el periódico decenal Picos de Europa) y en Liébana (Waterlóo en Camaleño, entre 1907 y 1908). Desde 2025, la Voz de Liébana es reanudada en formato digital.